# Tegenaria duellica

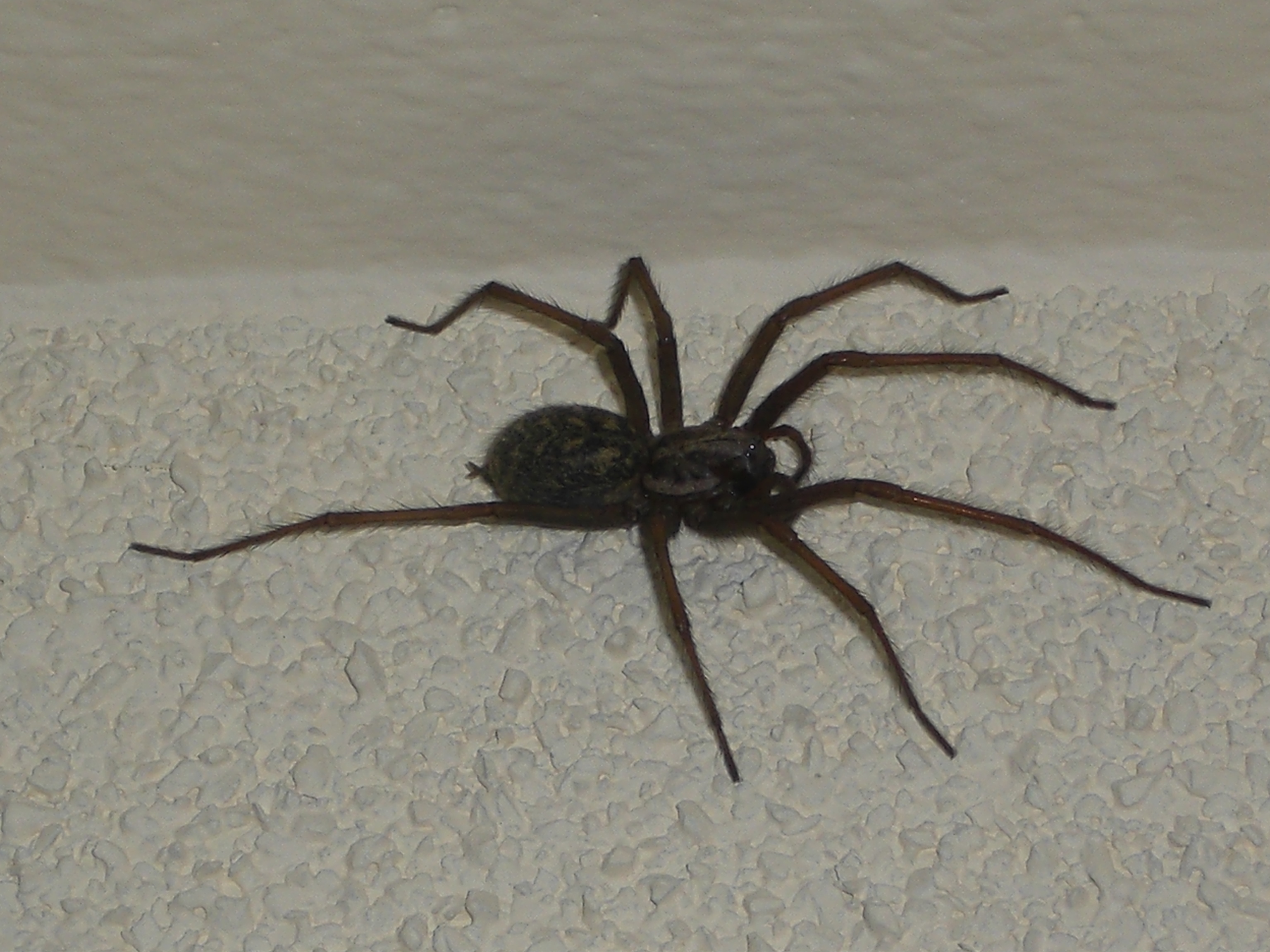
Tegenaria duellica (espécime com cerca de 3 cm).

Tegenaria duellica Simon, 1875, anteriormente conhecida por T. gigantea, é uma espécie de aranhas pertencente ao género Tegenaria. Apesar do seu tamanho, a espécie não é perigosa para os humanos.

## Descrição
A fêmea pode atingir um comprimento corporal de 18 mm, fazendo da espécie a maior aranha da família Agelenidae. Os machos têm um corpo menor, com 12 mm a 15 mm de comprimento. Considerando o tamanho das pernas, a fêmea atinge uma envergadura de cerca de 45 mm. O comprimento das pernas dos machos é muito variável, sendo comuns comprimentos entre 25 mm e 75 mm.
Tegenaria duellica apresenta a mesma coloração das restantes espécies do género Tegenaria, com tons de castanho escuro e laivos de avermelhado e amarelado. O abdômen e as pernas apresentam pelos conspícuos.